# Belgische kampioenschappen atletiek 1889
In 1889 vonden de eerste Belgische kampioenschappen atletiek Alle Categorieën plaats. Er werden alleen kampioenschappen voor mannen georganiseerd en er stonden slechts twee nummers op het programma. De 100 m op de wielerbaan van Ter Kameren in Brussel en de wedstrijd over 1 mijl in Antwerpen.

## Uitslagen

### 100 m
| Rang   | Atleet          | Prestatie |
| ------ | --------------- | --------- |
| Goud   | Louis Roy       | 11,6 s    |
| Zilver | Victor Harondar |           |
| Brons  |                 |           |

### 1 mijl
| Rang   | Atleet            | Prestatie |
| ------ | ----------------- | --------- |
| Goud   | François Nooujaar | 4.47,8    |
| Zilver | M. Destrée        |           |
| Brons  |                   |           |

1889 · 
1890 · 
1891 · 
1892 · 
1893 · 
1894 · 
1895 · 
1896 · 
1897 · 
1898 · 
1899 · 
1900 · 
1901 · 
1902 · 
1903 · 
1904 · 
1905 · 
1906 ·
1907 ·
1908 · 
1909 · 
1910 · 
1911 · 
1912 · 
1913 · 
1914 · 
1919 · 
1920 · 
1921 · 
1922 · 
1923 · 
1924 · 
1925 · 
1926 · 
1927 · 
1928 · 
1929 · 
1930 · 
1931 · 
1932 · 
1933 · 
1934 · 
1935 · 
1936 · 
1937 · 
1938 · 
1939 · 
1940 · 
1941 · 
1942 · 
1943 · 
1944 · 
1945 · 
1946 · 
1947 · 
1948 · 
1949 · 
1950 · 
1951 · 
1952 · 
1953 · 
1954 · 
1955 · 
1956 · 
1957 · 
1958 · 
1959 · 
1960 · 
1961 · 
1962 · 
1963 · 
1964 · 
1965 · 
1966 · 
1967 · 
1968 · 
1969 · 
1970 · 
1971 · 
1972 · 
1973 · 
1974 · 
1975 · 
1976 · 
1977 · 
1978 · 
1979 · 
1980 · 
1981 · 
1982 · 
1983 · 
1984 · 
1985 · 
1986 · 
1987 · 
1988 · 
1989 · 
1990 · 
1991 · 
1992 · 
1993 · 
1994 ·
1995 · 
1996 · 
1997 · 
1998 · 
1999 · 
2000 · 
2001 · 
2002 · 
2003 · 
2004 · 
2005 · 
2006 · 
2007 · 
2008 · 
2009 · 
2010 · 
2011 · 
2012 · 
2013 · 
2014 · 
2015 · 
2016 · 
2017 · 
2018 · 
2019 · 
2020 · 
2021 · 
2022 · 
2023 · 
2024